# 11082 Spilliaert
A 11082 Spilliaert (ideiglenes jelöléssel 1993 JW) egy kisbolygó a Naprendszerben. Eric Walter Elst fedezte fel 1993. május 14-én.